# Coeficient de dilatació adiabàtica
El coeficient de dilatació adiabàtica és la proporció entre la capacitat calorífica (també anomenada capacitat tèrmica) a pressió constant ({\displaystyle C_{P}}) i la capacitat calorífica a volum constant ({\displaystyle C_{V}}). De vegades és també conegut com a factor d'expansió isentròpica o índex adiabàtic. Es denota amb l'expressió {\displaystyle \gamma } (gamma) o de vegades {\displaystyle \kappa } (kappa). Es defineix com:
{\displaystyle \gamma ={\frac {C_{P}}{C_{V}}}}
On el valor de {\displaystyle C} és la capacitat calorífica o capacitat calorífica específica d'un gas; els sufixos {\displaystyle P} i {\displaystyle V} es refereixen a les condicions de pressió constant i volum constant, respectivament.

## Relacions amb un gas ideal
Per un gas ideal, la capacitat calorífica és constant amb la temperatura. Segons aquesta afirmació, l'entalpia es pot expressar com a {\displaystyle H=C_{P}T} i l'energia interna com a {\displaystyle U=C_{V}T}. Per tant, el coeficient de dilatació adiabàtica és la relació entre l'entalpia i l'energia interna:
{\displaystyle \gamma ={\frac {H}{U}}}
De la mateixa manera, les capacitats calorífiques poden ser expressades en termes de la proporció ({\displaystyle \gamma }) i de la constant dels gasos ({\displaystyle R}):
{\displaystyle C_{P}={\frac {\gamma R}{\gamma -1}}\qquad {\mbox{i}}\qquad C_{V}={\frac {R}{\gamma -1}}}
Sol ser difícil trobar informació sobre la {\displaystyle C_{V}}; normalment és més fàcil trobar dades tabulades de la {\displaystyle C_{P}}. Per obtenir la primera es pot utilitzar la següent relació (tan sols en el cas de gasos ideals):
{\displaystyle C_{V}=C_{P}-R}